# 神隠し
神隠し（かみかくし・かみがくし）とは
1. 喪中に神棚を、白い紙や布で覆う慣わし。
2. 人間がある日忽然と消え失せる現象（本項で記述）。神域である山や森で、人が行方不明になったり、街や里からなんの前触れも無く失踪することを、神の仕業としてとらえた概念。古来用いられていたが、現代でも唐突な失踪のことをこの名称で呼ぶことがある。天狗隠しとも言う。

## 概要

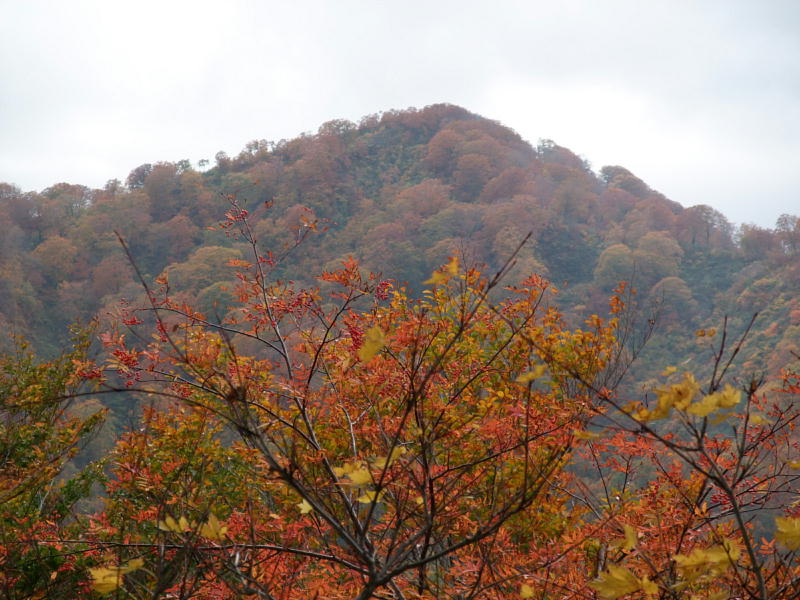
神隠しの伝承が残る青森県の天狗岳

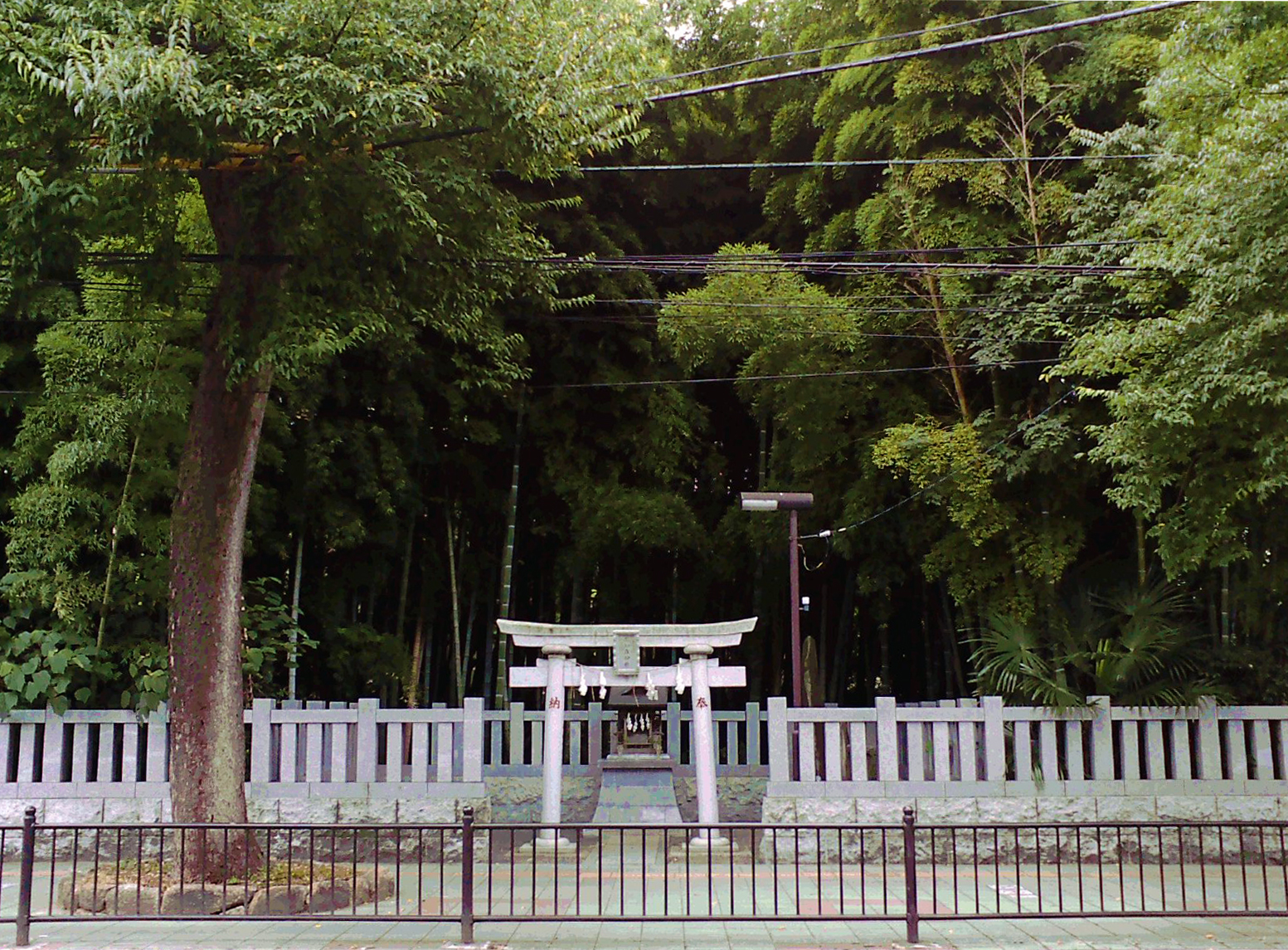
神隠しの伝承が残る「八幡の藪知らず」の森（千葉県市川市）

多くの場合は行方不明者は神域に消えたと考えられた。
古来、神奈備（かむなび）や神籬（ひもろぎ）や磐座（いわくら）・磐境（いわさか）は、神域（常世・幽世）と現世（人の生きる現実世界）の端境と考えられており、禍福をもたらす神霊が、簡単に行き来できないように、結界としての注連縄が張られたり禁足地になっていた。これは人も同様であり、間違って死後の世界でもある神域に入らないためであった。
不明者を人々が総出で捜索する際、定まった道筋を通り、鉦や太鼓を叩いて不明者の名を呼ぶなど、ある種の呪術的儀式を伴っていたと窺わせる伝承も少なくない。
神隠しの「神」とは、神奈備、神籬、磐座などに鎮座する抽象的ないわゆる古神道の神だけでなく、天狗に代表される民間信仰（古神道）としての山の神や山姥・鬼・狐などの山や原野に係わる妖怪の類などもある。子供が遭ってしまう伝承も多いことから、子供を亡くした雨女という妖怪の仕業であるとも伝えられる（各地に神隠しを行う妖怪の存在が伝えられている）。
柳田國男が採録した『遠野物語』、『山の人生』にも神隠しの話・事例が収録されている。
『吾妻鏡』の記述として、平安時代の武将平維茂の子である平繁成は、誕生間もなく行方不明となり、4年後、夢の中のお告げで狐塚の中から発見されたという伝承がある。この時、狐が翁の姿に変じて現れ、刀と櫛を与えていった（この刀と櫛は家宝となった）。権威付けのための伝承ではあるが、神隠しの記述としては古い部類に入り、後述の沖縄の伝承と含めて、東北から沖縄にかけて、神隠しにあった者と櫛が関連して語られていることが分かる。
沖縄県では、神隠しを物隠しとも呼び、いったん物隠しに逢った者は自分の櫛を持って帰ろうと戻って来る。そして再び出て行ってしまうとされる。そのため、物隠しに逢った家族は早速当人の櫛を隠して取られないようにする。それでも、締め切っている部屋の中から知らないうちに取られてしまうこともあるとされる。研究者によると、櫛と神の関係をよく示している伝承としている。神を祀る者は櫛を必要としたため、物隠しに逢った者は櫛を取りに戻るとされる。近世になり、天狗の仕業と捉えるようになった本州より、古い型の伝承と見られる。
子供が天狗にさらわれるとした題材は、世阿弥（14世紀）前後の能の演目「花月」においてすでに見られ、内容は7歳の子供がさらわれた後、父親が僧となり、清水寺に詣で、成長した子と再開する物語になっている。
かつて、東京都八王子地方では、子供が神隠しに会った場合、両親が近くの呼ばわり山に行き、そこで子の名前を呼ぶと、大抵、どこからか出て来たとされる。また、部落総出で行列を作り、太鼓を叩きながら、「かやせ、もどせ」と呼びながら捜し回る風習も広く見られたとされる。この他、太鼓と鐘を叩いて、消えた子の名を呼ぶ風習は、常陸国（現茨城県）那珂郡にもあったとされ、伝説によれば、風の音と共に杉の木の上に子供がひっかかっていて、山に向かって黒い物体が飛び去ったとされる。『耳嚢』にも太鼓と鐘を叩いて子の名を呼ぶ行為の記述は見られる（「神隠しというたぐいある事」に、寛政8年＝1796年盆14日のこととする）。
神隠しの伝承のある場所としては、青森県の天狗岳や岐阜県の天狗山などがあり、日本各地の「天狗」と名づけられた山に伝承されることも多い。また千葉県市川市八幡の「八幡の藪知らず」（やわたのやぶしらず）は、神隠しの伝承が強く残り、現在も禁足地となっている。

## 結界と道標

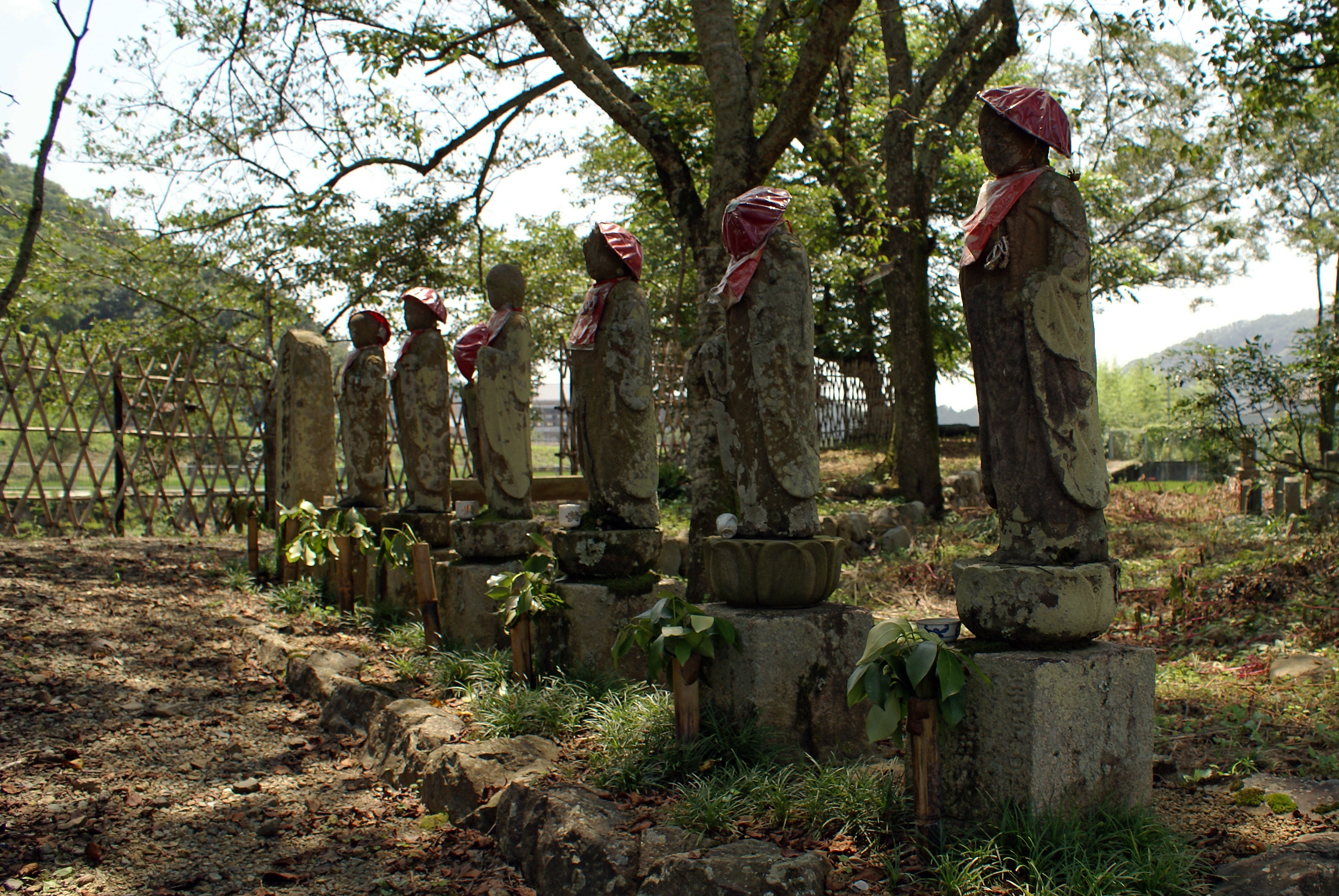
山間にある地蔵（兵庫県佐用町）

神域は上記のような自然の環境が移り変わる場所だけでなく、逢魔時や丑三つ時のように、一日の時刻にもその神域へ誘う、端境であると考えられた。そしてこれらが時代を経るにしたがい、神籬や磐境だけでなく、道の形状の特徴的な峰や峠や坂や、時には人の作った橋や村境や町境などの門や集落の境界や、道の交差する辻などにまでおよび、さらに社会基盤が充実すると、伝統的な日本家屋の道と敷地の間の垣根や、屋外にあった便所や納戸や蔵、住居と外部を仕切る雨戸や障子なども、常世と現世の端境と考えられ、神域へ誘う場所とされた。

### 結界
このため現世と常世を簡単に往来できぬように、注連縄だけでなく御幣や節分での「鰯の魔除け」などが結界として設けられた。お盆にホオズキを飾るのも常世へ旅立った祖霊（祖先の霊）や精霊が、現世に迷わず辿り着けるようにと、気遣って設けられた「道を照らす鬼火の灯」に例えたものである。

### 道標
もともとは、「道に迷わないよう」にと作られた道標（みちしるべ）でもあるが、「集落に禍が及ばないよう」や「まちがって神域に入らないよう」にとの思いからの結界でもある。同時に、旅や道すがらの安全を願って建立された塚や、それに類する石造りの像が、今日でも信仰され路傍にひっそりと佇んでいる。下記のような類例がある。
- 道祖神 - 道祖神を参照。 
  - 地蔵 - 地蔵を参照。
  - 庚申塚 - 庚申塚を参照。
- 祠 - 祠を参照。
- 一里塚 - 一里塚を参照。

## 神隠しの正体
「神隠し」の正体は、現実的なものに限れば迷子、家出、失踪、夜逃げ、誘拐、拉致、監禁、口減らし、殺害、事故により身動きが取れないなどが想定し得る。
神隠しには「遭いやすい気質」があるといわれ、子供の場合は神経質な者や知的障害がある者、女性の場合、産後の肥立ちが悪いなど、精神的に不安定な時期に遭いやすかったとされる。
『耳嚢』における神隠しの内容では、隣町で見つかった際、酷く健忘の様子があったと記述されており、記憶障害を示唆している（「神隠しというたぐいある事」）。一方、健忘では説明がつかない話として、『耳嚢』の「二十年を経て帰ってきた者の事」では、便所に入ったきり、行方不明となり、20年後に同じ便所から現れたと記されており、前述と違い、別の場所へ移動していない事例もある。

## 神隠しを扱った作品

### 能
- 『花月 (能)』

### 小説
- 『龍潭譚』（泉鏡花、鏡花幻想譚 1）
- 『しろばんば』（井上靖）
- 『M/Tと森のフシギの物語』（大江健三郎、岩波書店）
- 「おじょうさん、おはいんなさい」（石井睦美）
- 『神かくし』（南木佳士、文春文庫）
- 『神隠しの村 - 遠野物語異聞』（長尾誠夫、桜桃書房）
- 『神隠し三人娘 Suzume bus - 怪異名所巡り』（赤川次郎、集英社）
- 『神かくし - 御宿かわせみ』（平岩弓枝、文春文庫）
- 『神隠し』（竹内大、小学館文庫）
- 『神隠し - 秋山久蔵御用控』（藤井邦夫、KKベストセラーズ、ベスト時代文庫）
- 『神隠し』（藤沢周平、新潮文庫)
- 『同時代ゲーム』（大江健三郎、新潮文庫）
- 『星の塔』（高橋克彦、文春文庫）
- 『魔性の子』（小野不由美、新潮文庫）
- 『Missing』全13巻（甲田学人、翠川しんイラスト、電撃文庫）
- 『准教授・高槻彰良の推察』（澤村御影、角川文庫） - コミカライズ、TVドラマ化もされた
- 『虚構推理』（城平京、講談社タイガ）

### 漫画
- 『神かくし』（山岸凉子、秋田文庫）
- 『キテレツ大百科』[どれ?]（藤子・F・不二雄、小学館）
- 『境界のRINNE』（高橋留美子、小学館）
- 『百物語』（杉浦日向子、新潮文庫）
- 『夕焼けの詩 三丁目の夕日』[どれ?]（西岸良平、小学館）
- 『幻影奇譚』（いなだ詩穂、白泉社）
- 『怪異と乙女と神隠し』（ぬじま、小学館）
- 『中禅寺先生物怪講義録 先生が謎を解いてしまうから。』（志水アキ、講談社）

### アニメ
- 千と千尋の神隠し（スタジオジブリ製作、監督：宮崎駿）

神域へ誘う場所のモチーフとして、小高い丘に点在する住宅地から、斜面（坂と谷）に沿って走る鬱蒼とした森にある古道と、その路傍の祠や道祖神が描かれ、トンネルとしての闇（夜の描写）や朽ちた建築物は「神さびた社」をイメージしたものともとれる。最後には川があり、これらは、日本の民間信仰である古神道そのままの神域とも一致する。
- ドラえもん のび太の日本誕生（藤子・F・不二雄、小学館）

### ゲーム
- infinity（KID、恋愛アドベンチャーゲーム）
- 零〜月蝕の仮面〜（任天堂、ホラーアドベンチャー）
- マヨヒガ（PC、ホラーアドベンチャー）
- ひぐらしのなく頃に（同人ゲーム、ホラーミステリーノベル） - 「鬼隠し」と呼ばれ、鬼が村人をさらって喰うと言い伝えられている。
- あかやあかしやあやかしの（PC／PlayStation Portable、神隠しアドベンチャー）
- Summer Pockets（Key、恋愛アドベンチャーゲーム）

### 映画
- 奇談（配給：ザナドゥー 監督・脚本：小松隆志 原作：諸星大二郎）